# Вікіпедія мовою навахо
Вікіпедія мовою навахо (навахо Wikiibíídiiya Dinék'ehjí) — розділ Вікіпедії мовою навахо. Створена у 2004 році. Вікіпедія мовою навахо станом на 28 березня 2025 року містить 22 659 статей, 18 978 зареєстрованих користувачів, 21 активного дописувача, 2 адміністраторів
. Загальна кількість сторінок у Вікіпедії мовою навахо — 37 310, редагувань — 308 135, завантажених файлів — 737
. Глибина (рівень розвитку мовного розділу) Вікіпедії мовою навахо дуже мала і становить лише 3.5 пунктів
. 

## Історія
- Серпень 2007 — створена 100-та стаття[3].
- Листопад 2009 — створена 1 000-на стаття[3].
- Травень 2011 — створена 2 000-на стаття[4].